# Зелёный Гай (Тамбовская область)
Зелёный Гай — посёлок в Мичуринском районе Тамбовской области России.
Входит в Жидиловский сельсовет.

## История
Впервые обозначен на карте СССР 1950 года. В 1960 году был образован совхоз "Зеленый Гай".

## Население
| 1989 | 2002 | 2010  |
| ---- | ---- | ----- |
| 969  | ↘946 | ↗1084 |

Согласно результатам переписи 2002 года, в национальной структуре населения русские составляли 95 % от жителей.